# Katalin Hollósy
Katalin Hollósy (* 16. Februar 1950 in Budapest) ist eine ehemalige ungarische Kanutin, die ihre größten Erfolge im Kajak-Zweier feierte.
Katalin Hollósy wurde im Jahr 1971 bei den Kanu-Weltmeisterschaften in Belgrad mit ihrer Mannschaftskollegin Anna Pfeffer Weltmeisterin über 500 Meter.
Der Titel sollte ihr einziger bei internationalen Großereignissen werden. Ein Jahr später schrammte das Duo bei den Olympischen Sommerspielen in München mit elf Hundertstelsekunden auf die Rumänen, die die Bronzemedaille mit nach Hause nehmen konnten, knapp am Podest vorbei.
Hollósy, die laut ihrer Teamkollegin Pfeffer bereits während ihrer Karriere am Instrument aktiv war, spielt Cello in einem Orchester.